# Уксунай
Уксуна́й (рос. Уксунай) — село у складі Тогульського району Алтайського краю, Росія. Входить до складу Старотогульської сільської ради.

## Населення
Населення — 125 осіб (2010; 286 у 2002).
Національний склад (станом на 2002 рік):
- росіяни — 93 %